# اوسوزومی-زاکورا

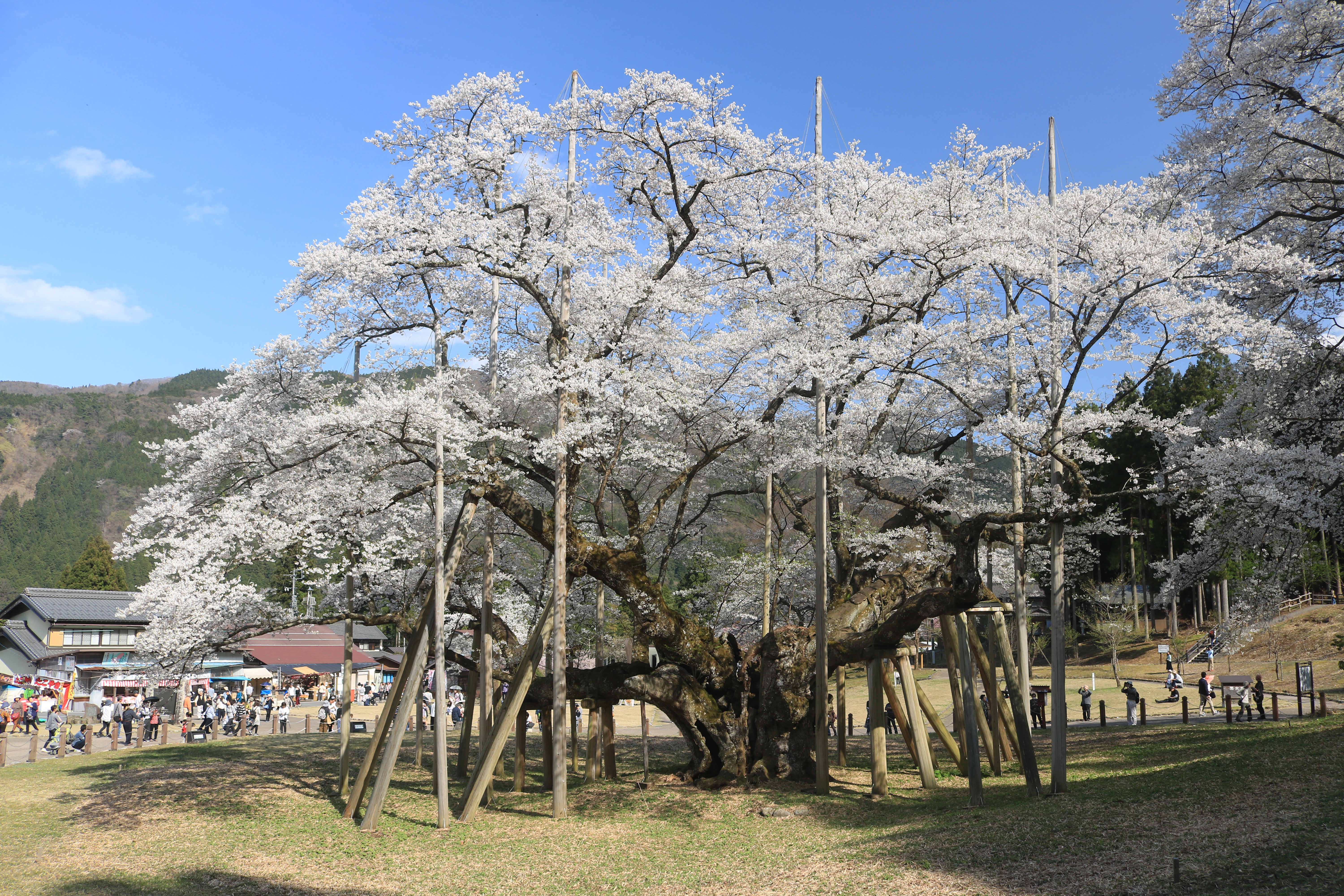
اوسوزومی-زاکورا.

اوسوزومی-زاکورا (به ژاپنی: 淡墨桜, Usuzumi Zakura) نام یک تک درخت ساکورا در پارک اوسوزومی در استان گیفو است. این درخت بیش از ۱۵۰۰ سال عمر دارد و از نوع درخت‌های ادوهیگان به‌شمار می‌رود. نام این درخت به عنوان یکی از گنجینه‌های طبیعی ژاپن ثبت شده است. رنگ گل ساکورای آن مابین صورتی کم‌رنگ و سفید است. گفته می‌شود که این درخت در سال ۴۶۷ میلادی به دست بیست و ششمین امپراتور ژاپن امپراتور کیتای (به ژاپنی: 継体天皇, Keitai-tennō) کاشته شده است.